# Nycteris macrotis
Nycteris macrotis (Dobson, 1876) è un pipistrello della famiglia dei Nitteridi diffuso nell'Africa subsahariana.

## Descrizione

### Dimensioni
Pipistrello di piccole dimensioni, con la lunghezza totale tra 104 e 132 mm, la lunghezza dell'avambraccio tra 40 e 55 mm, la lunghezza della coda tra 45 e 65 mm, la lunghezza del piede tra 10 e 14 mm, la lunghezza delle orecchie tra 27 e 35 mm e un peso fino a 18 g.

### Aspetto
La pelliccia è lunga, arruffata e lanuginosa. Le parti dorsali sono bruno-grigiastre, bruno-rossastre, grigio-brunastre o grigie con la base dei peli più chiara, mentre le parti ventrali sono grigio chiare. È presente una fase completamente arancione. Il muso è privo di peli e con un solco longitudinale che termina sulla fronte in una profonda fossa. Le orecchie sono molto lunghe, strette, con l'estremità arrotondata ed unite anteriormente alla base da una sottile membrana cutanea. Il trago è corto, con il bordo anteriore dritto e quello posteriore convesso. Le membrane alari sono bruno-grigiastre o grigio scure. Gli arti inferiori sono lunghi e sottili, mentre i piedi, le dita e gli artigli sono molto piccoli. La coda è lunga, con l'estremità che termina con una struttura cartilaginea a forma di T ed è inclusa completamente nell'ampio uropatagio.

## Biologia

### Comportamento
Si rifugia singolarmente o in gruppi fino a 100 individui nelle cavità degli alberi, grotte, miniere abbandonate, buche, pozzi, canali d'irrigazione, cantine e altri tipi di fabbricati. Il volo è lento ed altamente manovrato. Può prendere il volo direttamente da terra e rimanere sospeso in aria per breve tempo.

### Alimentazione
Si nutre di insetti, particolarmente ortotteri, scarafaggi e termiti,  raccolti al suolo.

### Riproduzione
Danno alla luce un piccolo alla volta all'inizio della stagione secca tra aprile e maggio e nella stagione piovosa a dicembre.

## Distribuzione e habitat
Questa specie è diffusa nell'Africa subsahariana a sud fino al Botswana.
Vive nelle foreste pluviali, boschi, savane, foreste costiere, boscaglie ripariali fino a 2.200 metri di altitudine.

## Tassonomia
Sono state riconosciute 4 sottospecie:
- N.m.macrotis: Foreste dal Gambia all'Uganda e a sud fino all'Angola settentrionale e alla Repubblica Democratica del Congo meridionale;
- N.m.aethiopica (Dobson, 1878): Savane dal Senegal all'Etiopia;
- N.m.luteola (Thomas, 1901): Repubblica Democratica del Congo nord-orientale, Somalia meridionale, Tanzania, Zanzibar;
- N.m.oriana (Kershaw, 1922): Tanzania, Malawi, Zambia, Zimbabwe.

## Conservazione
La IUCN Red List, considerato il vasto areale e la popolazione presumibilmente numerosa, classifica N.macrotis come specie a rischio minimo (Least Concern)).